# Дворац Табори
Дворац Табори се налази у Врбасу, општина Врбас, у Јужнобачком округу. Дворац Табори је саграђен половином 19. века за непознатог власника. Дворац је данас у власништву Јавног предузећа "Врбас Гас".

## Локација
Дворац Табори се налази у улици Козарачкој на броју 3 у близини железничке станице.

## Историја
Дворац је саграђен половином 19. века за непознатог власника у непосредној близини железничке станице. 
Почетком 20. века зграду је откупио Табори Ђула, где је живео са својим кћерима. Таборијеви су се бавили угоститељством, виноградарством, воћарством и производњом и трговином житарицама. У непосредној близини дворца је била гостиона породице Табори, која је донедавно радила под другим именом и у власништву другог газде. Породица Табори је задржала дворац до 1944. године када им је држава запленила посед.

## Дворац данас
Дворац последњих година није имао намену и био је у веома лошем стању.
Дворац Табори је данас у власништву Ј.П. "Врбас Гас" које је темељно реновирало објекат за своје потребе. Дворац Табори није отворен за посетиоце.

## Занимљивост
Постоји легенда која говори како је у Врбасу живео моћан барон и да је при изградњи пруге од Суботице до Новог Сада, послао писмо у Беч, како би му тадашње власти Аустроугарске Монархије омогућиле да кроз његово место прође железница.
Када се погледа карта Војводине, може се видети да је железничка пруга кроз Панонску равницу изузетно права. Само код прилаза Врбасу, градитељи су направили једну велику кривину како би пруга прошла кроз место, а затим се поново исправља и наставља истим правцем.